# Встречная торговля
Встре́чная торго́вля — торговля, объединяющая операции, в пределах которых предусматриваются встречные обязательства экспортёров закупить у импортёров товары или услуги на часть или полную стоимость товаров, что экспортируются.
Согласно с терминологией, используемой экспортерами ООН, все виды встречных договоров объединяются понятием международные компенсационные договора, согласно с которыми предприятия различных стран договариваются о конкретных действиях одной из сторон будут компенсироваться чётко определённым в определённых договорных документах способом и в указанных в них размерами других конкретными действиями другой стороны.
В наше время 1/3 международных коммерческих договоров имеет встречный, взаимосвязанный характер поставок товаров.